# Société de services énergétiques
 (mai 2023).
Si vous disposez d'ouvrages ou d'articles de référence ou si vous connaissez des sites web de qualité traitant du thème abordé ici, merci de compléter l'article en donnant les références utiles à sa vérifiabilité et en les liant à la section « Notes et références ».
Une Société de services énergétiques, aussi appelée Energy service company (acronyme : ESCO) est une entreprise de services professionnels qui offre une vaste gamme de solutions énergétiques dont le but principal est la réalisation d'économies d'énergie. 
Une ESCO effectue une analyse approfondie des lieux, conçoit et met en œuvre des solutions et maintient le système en place pour assurer des économies d'énergie tout au long du contrat la liant à son client. Ce sont les économies en coûts d'énergie qui permettent de rembourser l'investissement, lequel peut s'étaler sur une période pouvant aller de cinq à vingt ans.